# Hosman
Hosman (deutsch Holzmengen, ungarisch Holcmány) ist ein Dorf im Kreis Sibiu in Siebenbürgen, Rumänien. Es ist Teil der Gemeinde Nocrich (Leschkirch) und hatte im Jahr 2006 790 Einwohner.

## Lage

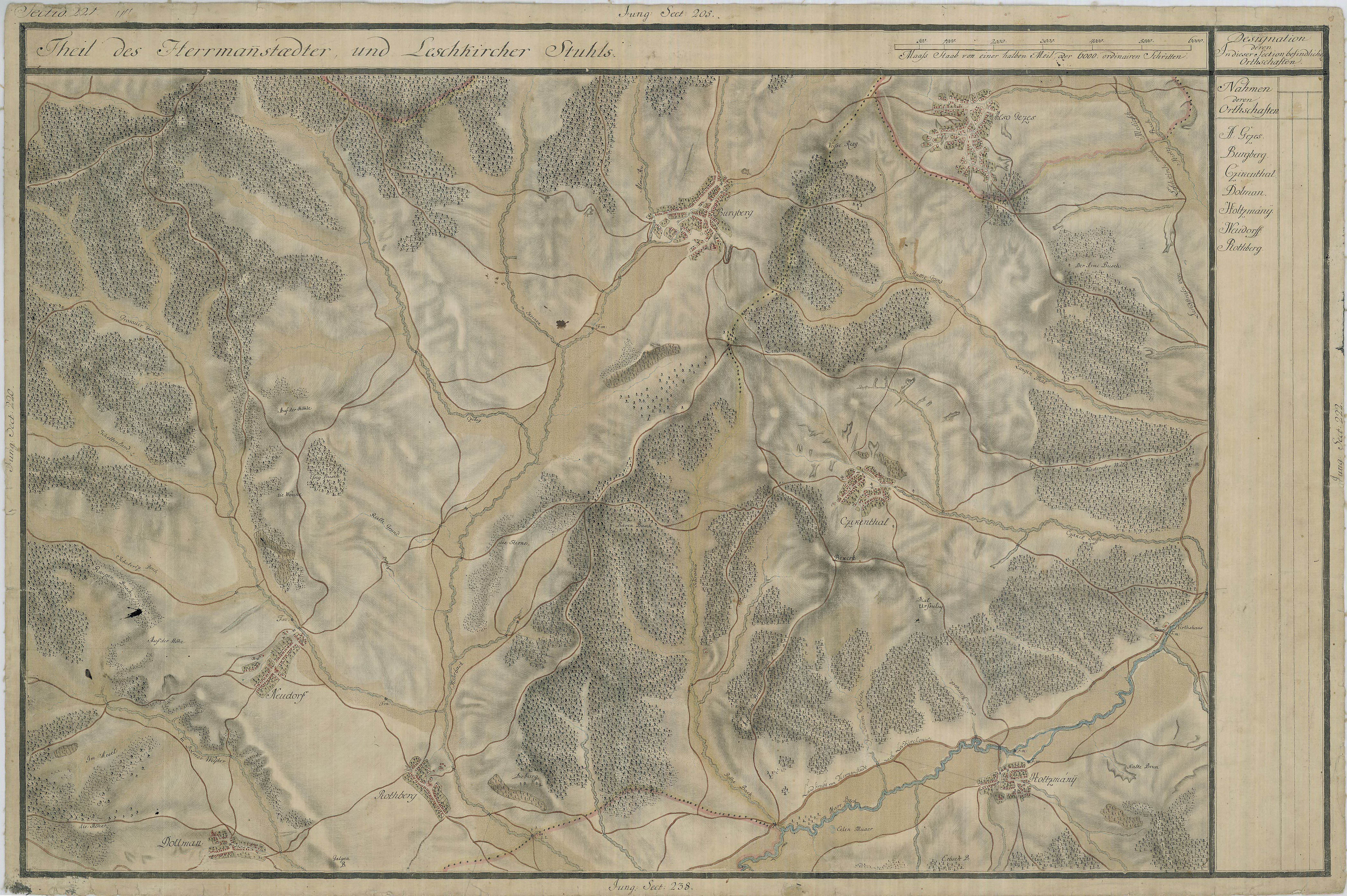
Hosman, in der Josephinischen Landaufnahme von 1769 bis 1773.

Blick vom Turm der Kirchenburg auf Hosman im April 1999

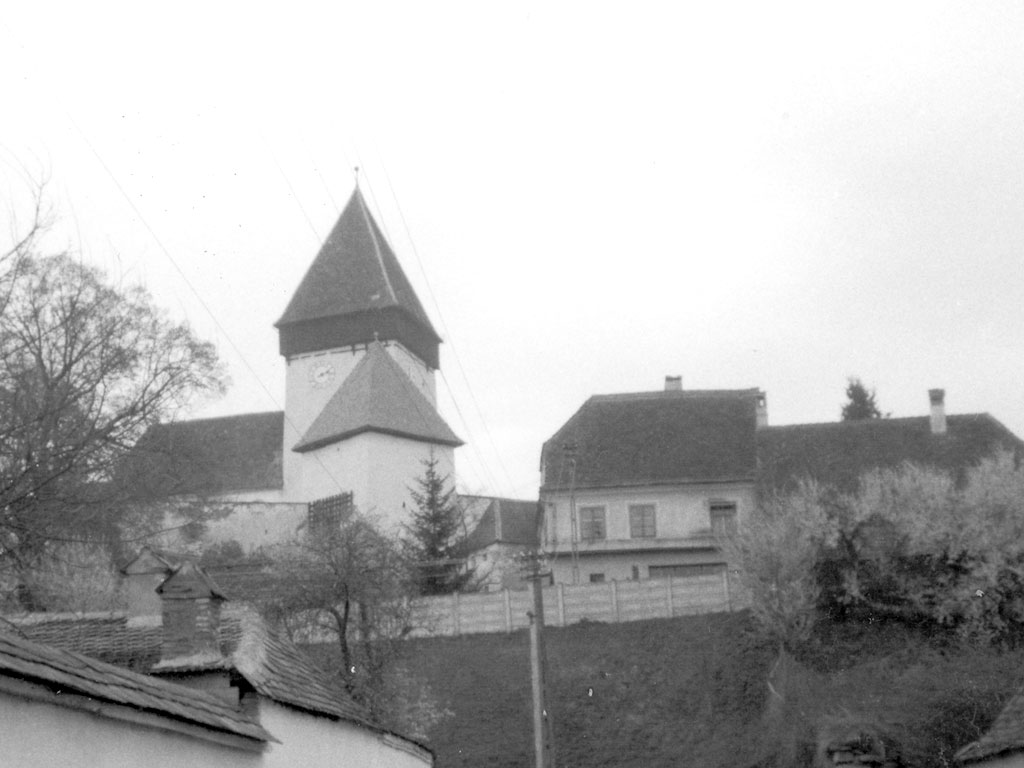
Die Kirchburg von Holzmengen im April 1999

Hosman liegt im Harbachtal (rumänisch Valea Hârtibaciului, ung. Hortobágy völgye) an der Kreisstraße (Drum județean) DJ 106 etwa 25 Kilometer östlich von Hermannstadt (Sibiu).

## Geschichte
Der Ort wurde im Jahr 1381 als Holzmenia erstmals urkundlich erwähnt. Er wurde im Jahr 1449 von Vlad III. Drăculea zerstört und verödete. Um 1500 wurde er unter den Gemeinden des Leschkircher Stuhls mit 15 Wirten, einem Hirten und einem Schulmeister angeführt. Während der Kuruzenkriege von 1703 bis 1711 blieben von 400 Hauswirten nur 15 übrig. Die Kommassierung wurde in Holzmengen 1895 durchgeführt.
Mit der 1910 eröffneten Schmalspurbahn Hermannstadt–Agnetheln erhielt Holzmengen einen eigenen Bahnhof. Der Betrieb auf der Wusch genannten Bahn wurde im Herbst 2001 eingestellt.
Der Ort wird geprägt durch die Kirchenburg der evangelischen Gemeinde (siehe Kirchenburg Holzmengen). Die Stilelemente der inneren Basilika lassen auf eine Ersterbauung um das Jahr 1275 schließen. Im 18. Jahrhundert wurde sie zu einer barocken Hallenkirche umgebaut, 1794 wurden dazu die Seitenschiffe abgetragen; zu gleicher Zeit wurde offensichtlich auch das Westportal mit seinem so genannten polychromen Tympanon wieder freigelegt. An diesem befinden sich zahlreiche Reliefs (z. B. der Hl. Petrus und der Hl. Paulus). Die ursprüngliche Burg bestand aus zwei sieben Meter hohen Ringmauern mit Schießscharten und sechs Türmen. Der innere Ringmauergürtel bildet ein perfektes Oval, während der äußere ihn als unregelmäßiges Viereck umgibt. Bemerkenswert ist das imposante Fallgitter aus Holzbohlen; hinzu kommt ein Relief an der Westwand des Turmes neben dem Vierpassfenster, das zwei Personen darstellt (vermutet werden die Darstellung Adams und Evas bzw. die Taufe Jesu durch Johannes den Täufer). 1994/1995 wurde die Kirchenburg restauriert. Im neben der Burg befindlichen ehemaligen Pfarrhaus wurde ein Jugendbegegnungszentrum eingerichtet.

## Vereine
- Seit 1995 engagiert sich der Verein Europäisches Jugendbegegnungszentrum Kirchenburg Holzmengen e.V. bzw. Centrul European pentru Întâlnirea Tineretului Biserica Cetate Hosman für den Erhalt, den Ausbau und die Belebung der Kirchenburg.
- Der Verein Asociaţia Hosman Durabil fördert die Dorfentwicklung, bringt sich über verschiedene Initiativen in der Region ein und betreibt eine Longo maï Kooperative.
- Seit 2012 ist der Verein Elijah von Pater Georg Sporschill in Hosman aktiv. Er hat das Ziel, Roma langfristig zu integrieren.

## Bevölkerung
Die Bevölkerung der Gemeinde entwickelte sich wie folgt:
In den Aufnahmen von 1850 bis 2002 wurden in Hosman die höchsten Einwohnerzahlen und auch die der Rumäniendeutschen 1941 ermittelt. Die höchste Bevölkerungszahl der Rumänen (691) wurde 2002, die der Magyaren (30) wurde 1920 und die der Roma (220) 1930 registriert.

## Religion
Die mitgliederstärkste Konfession des Ortes bildet heute die rumänisch-orthodoxe Gemeinde, welche ihre Gottesdienste in der südlichen der beiden Gemini-Kirchen feiert (die kleinere, nördliche, war ursprünglich griechisch-katholisch).
Die evangelische Gemeinde Augsburgischen Bekenntnisses, über Jahrhunderte die weitaus größte des Dorfes, zählte Anfang 1990 noch etwa 260 Mitglieder, 2004 gehörten ihr sechs, 2005 fünfzehn und 2009 fünf Mitglieder an.
Mitte des 19. Jahrhunderts wurde eine römisch-katholische Kirche – mit je einem seitlich angrenzenden Wohnhaus für Ursulinerinnen und den Priester – im Dorfzentrum erbaut. Diese katholische Gemeinde bestand aus Siebenbürger Sachsen, was für den ländlichen Raum Siebenbürgens ungewöhnlich ist. Nach dem Zweiten Weltkrieg wurde die Pfarrstelle allerdings wieder aufgegeben; die Kirche wurde bis Ende der 1980er-Jahre nur noch gelegentlich genutzt. Die katholischen Familien nahmen seit Kriegsende verstärkt am Gemeindeleben der evangelischen Gemeinde teil und wurden hier integriert.
Seit 2006 bilden acht Personen der ungarischsprachigen Evangelisch-Lutherischen Kirche in Rumänien bzw. ihrer Kirchengemeinde Săcădate eine weitere Kirchengemeinde im Ort.
Eine freikirchliche, charismatisch geprägte Gemeinde errichtete im Jahr 2004 am Dorfeingang ihre Kirche; ferner gibt es einige Mitglieder der Siebenten-Tags-Adventisten.

## Sehenswürdigkeiten

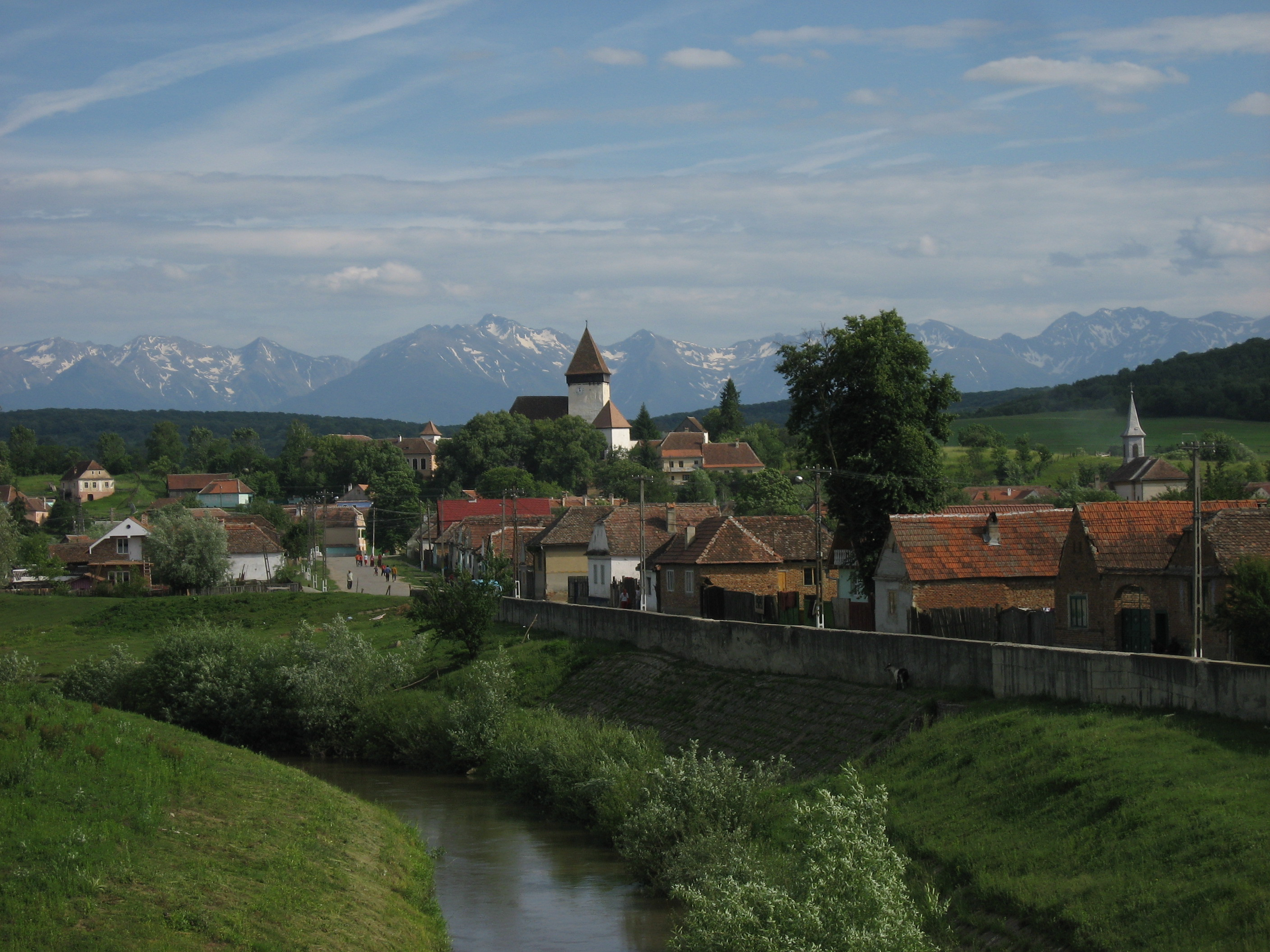
Holzmengen, Blick auf die Kirchenburg und die Fogarascher Berge (Juni 2009)

- Alte Mühle (errichtet 1920) heute Eventlocation für Kulturveranstaltungen und Begegnungen[3]
- Bahnhof der „Wusch“ (errichtet 1910), heute Station für Ausflugsfahrten mit der Harbachtal-Schmalspurbahn bis Cornățel[3]
- Evangelische Kirchenburg (errichtet 13. bis 15. Jahrhundert)[3]
- Griechisch-katholische Kirche „Cuvioasa Paraschiva“ (errichtet 1875), seit 1948 rumänisch-orthodox[3]
- Römisch-katholische Kirche (errichtet 1859)[3]
- Rumänisch-orthodoxe Kirche „Buna vestire“ (errichtet 1897)[3]

## Persönlichkeiten
- Johann Sartorius der Jüngere (1712–1787), Pfarrer, Kirchenmusiker und Komponist, wuchs in Hosman auf
- Samuel Joseph Maetz (1760–1826), Orgelbauer, wurde hier geboren[4]
- Constantin Chirilă (* 1961), Politiker (PD-L) und Abgeordneter, wurde in Hosman geboren[5]